# 표준 운영 절차
표준 운영 절차(標準運營節次, 영어: standard operating procedure, SOP)는 작업자들이 복잡한 루틴의 작업을 수행하는 일을 돕기 위해 조직이 쌓아놓은 단계별 지침들의 모임이다. SOP는 규제 준수를 위해 소통과 실패를 줄이면서 효율성, 고품질 생산, 균일한 성과를 달성하는 것이 목적이다.
군대(예: 미국, 영국)는 종종 표준 운영 절차라는 용어 대신 고정(standing) 운영 절차라는 용어를 사용하는데, 그 이유는 군대의 SOP는 군부대의 고유한 절차를 가리키며 반드시 다른 부대의 표준일 필요는 없기 때문이다. '표준'이라는 단어는 오직 하나의 (표준) 절차가 모든 단위에 사용되는 것을 암시할 수 있다.

## 같이 보기
- 행동 지침
- 프로토콜
- 운용과학
- 교전규칙
- 관료제